# Didier Herrmann
Didier Herrmann est un dirigeant d'entreprise français.
Il était membre du conseil d’administration de LogicaCMG, en qualité d’Executive Vice President, chargé de la France, l’Allemagne et la Suisse et Président du directoire d’Unilog SA.

## Biographie
Né en Allemagne, Didier Herrmann habite ensuite à El Paso, où son père est officier de liaison. Il y apprend à cette occasion la langue anglaise en 6 mois. Il déménage au gré des villes de garnison de son père, puis habite à Bruxelles et entre au prytanée national militaire de La Flèche, avant d'entrer à l'École polytechnique en 1969.
En 1972, Didier Herrmann entre à Informatique et Entreprise, l'ancêtre d'Unilog, pour y développer durant 5 ans des programmes informatiques pour le Crédit agricole, Il y devient responsable d'un centre de profit en 1977, puis entre en 1978 au comité de direction et diriger des filiales. Il intègre le directoire en 1993 et lance alors les premières offres tout-en-un, passant d'une logique de moyens à une logique de résultats. 
Il a mené la majeure partie de sa carrière chez Unilog qu’il a intégrée en 1972. Dès 1978, il prend des responsabilités managériales qui le mèneront en 1992 à la direction d’une business unit de 500 personnes spécialisée dans les grands systèmes et la micro-informatique. En 1992, Didier Herrmann intègre le Directoire d’Unilog et est à l’initiative de la création des premières offres packagées qui représentent depuis 2004 deux tiers du CA.
En 1996, il est nommé Président d’Unilog Régions qui réunit alors 300 collaborateurs. Durant 7 ans, il s’attache à renforcer et à structurer l’organisation régionale et réussit le pari de faire d’Unilog un acteur puissant en France. En 2003, il restructure les filiales européennes, en particulier en Allemagne, il implante Unilog au Royaume-Uni en 2001. Devenu responsables des activités internationales du groupe en 2004, il et est nommé Vice-Président d’Unilog en juin 2005 puis Président du Directoire d’Unilog en mars 2006.
Le 10 janvier 2006, il devient membre du conseil d’administration de LogicaCMG après le rachat d'Unilog, en qualité de Vice-Président de LogicaCMG chargé de la France, de l’Allemagne et de la Suisse.
Le 28 mai 2007, LogicaCMG met d'office à la retraite Martin Read, CEO et directeur général, après un avertissement sur les résultats au Royaume-Uni, prévoyant un remplacement par interim par Jim Mc Kenna. Didier Herrmann demande alors un audit indépendant de l'entreprise britannique LogicaCMG, qui est refusé, un simple rapport interne sans effet est effectué à la place. Le Conseil d'administration de LogicaCMG décide fin juillet que les responsables opérationnels doivent désormais rendre compte à Jim Mc Kenna, avant sa prise de fonction le 21 septembre, ce qui demande réglementairement à convoquer son conseil de surveillance. Didier Herrmann refuse, conformément à son contrat de travail, de rendre compte à Jim Mc Kenna avant sa prise de fonction effective. LogicaCMG demande alors sa démission de son conseil d'administration, puis de sa fonction de président du directoire d'Unilog, la démission d'un responsable opérationnel demandant la convocation d'une assemblée générale, qui elle-même nécessite la réunion du conseil de surveillance. Le conseil de surveillance se réunit le 13 août mais diffère la convocation de l'assemble générale à début septembre, après publication des résultats du premier trimestre. LogicaCMG assigne alors Unilog en référé pour convoquer l'assemblée générale,.